# جیبرالتار هاردور
جیبرالتار هاردور (به انگلیسی: Gibraltar Hardware) یک شرکت سازنده سخت‌افزار درام و سازهای کوبه‌ای است. این شرکت، قاب‌ها و قفس‌های درام و همچنین پایه‌های های-هت، نشیمن درام و سایر محصولات را می‌فروشد. از هنرمندان برجسته که از محصولات جیبرالتار در درام‌های خود استفاده می‌کنند می‌توان به کریس ادلر، درامر پیشین گروه لمب آو گاد اشاره کرد. بسته‌های سخت‌افزار درام جیبرالتار، بهینه شده برای کیت‌های فعلی گرچ درامز هستند.
در سال ۲۰۱۴، این نام تجاری به بخشی از درام ورکشاپ، یک طراح و سازنده درام و سخت‌افزار متعلق به تجارت خانوادگی، که دفتر مرکزی آن در آکسنارد کالیفرنیا قرار دارد، تبدیل شد.